# Maxwell Atoms
Adam Maxwell Burton (nacido el 21 de enero de 1974) conocido como Maxwell Atoms, es un animador, artista de guion gráfico, escritor, director, productor, y actor de voz estadounidense. Conocido por crear las series animadas del show de Grim & Evil: Evil Con Carne y The Grim Adventures of Billy & Mandy, además de crear el spin-off de Billy & Mandy: Underfist, todas ellas para la cadena privada Cartoon Network.

## Biografía
Adam nació en Albuquerque, Nuevo México en el año 1974. Desde su infancia era un gran fanático de las películas de monstruos y programas de ciencia ficción como la The Twilight Zone, más su admiración hacia las películas de terror de los años 30 y las caricaturas de Hanna-Barbera lo influenciaron para la creación de sus futuros programas, muchos han considerado que Maxwell Atoms (su nombre artístico) tiene una imaginación increíble para crear algo posible en las animaciones, ya que un par de veces ha expresado su admiración por Tex Avery.
En la adolescencia, Adam estudió Colorado Springs, para más tarde graduarse en la Universidad de artes en Filadelfia, durante la universidad, en el año de 1996 creó a sus primeros personajes originales: Billy y Mandy, donde Adam probó su talento, haciendo un film improvisado en blanco y negro. La película se llamaba Billy and Mandy in Trepanation of the Skull and You  donde empezó a pensar en más extrañas y psicodolicas aventuras de estos personajes, pero no podía realizar episodios oficiales porque a penas se encargaba de los bocetos de las caricaturas que trabajaba.

### Primeros trabajos
A mediados de los años noventa, fue aspirante para trabajar en Film Roman de la cual no fue aceptado y se orillo como artista independiente, pero su primer trabajo oficial fue en 1996 con la empresa WildBrain, donde fue uno de los diseñadores de personajes en la caricatura The Twisted Tales of Felix the Cat, este programa es conocido por haber ayudado a impulsar la carrera de Maxwell. Más tarde en el año de 1997, Adam fue llamado de nuevo por Film Roman y FOX para el diseño de los personajes de King of the Hill,de la cual trabajó una semana y tuvo que dejarlo porque estaba interesado en firmar de nuevo con Film Roman, para ser parte del equipo de animación para una caricatura basada directamente en la película de Los Hermanos Caradura, de la cual trabajo por poco tiempo, porque la caricatura se canceló justo antes de editar los episodios.
Unos años después trabajó como escritor y guionista en Hanna-Barbera, donde destacó su gran originalidad con Cow and Chicken y I Am Weasel. aun como trabajador independiente firmó con Nickelodeon como guionista para Poochini.

### Grim & Evil
Después en el 2000, Adam fue llamado por Cartoon Network, después de haber visto su colaboración y originalidad con Hanna-Barbera, le pidieron que creara un nuevo show menos con el mismo estilo de comedia, fue donde presentó e impulso su show: Grim & Evil, en el que intervenían dos series diferentes, The Grim Adventures of Billy & Mandy y Evil Con Carne, cuyo show se reconoce por haberse acreditado por primera vez con su nombre artístico: Maxwell Atoms. Incluso dio algunas voces importantes en sus series creadas, en Evil Con Carne dio voz a Cod Commando, y en Billy y Mandy da voz a la araña Jeff. 
Más tarde, en 2002 colaboró también en los guiones para los episodios de Robot Jones, de la misma Cartoon Network y al mismo tiempo firmó con Disney para el diseño de personajes para la caricatura de Teamo Supremo.

### The Grim Adventures of Billy & Mandy
Después del éxito rotundo que obtuvo Grim & Evil, Cartoon Network contrató a Maxwell para que realizará una serie independiente de los dos segmentos de Grim & Evil es decir, una serie única para the Grim adventures of Billy & Mandy y una para Malo con Carne, de la cual accedió y empezó a trabajar con ambas, de la cual Evil con Carne estaría opacada por el éxito de Billy & Mandy que tuvo 6 temporadas en los cinco años de emisión, fue tanto el éxito que generó la serie, que tuvo tres películas y un crossover con otra caricatura de Cartoon Network, mientras que Evil con Carne tuvo solo dos temporadas.
Por lo tanto durante los años 2002 a 2008, Maxwell disfruto el éxito de su más grande creación, debido a que ganó dos premios Annie y un Emmy de forma consecutiva en los años 2005, 2006 y 2007. Durante la realización de Grim & Evil, Maxwell Atoms se hizo muy buen amigo de Tom Warburton (creador de Codename: Kids Next Door) y de C.H. Greenblatt (creador de Chowder). Maxwell y Tom hicieron un crossover en el 2007 llamado The Grim Adventures of the KND donde, aparte de los personajes de Codename: Kids Next Door y los de Billy y Mandy.

### Actualmente
En el año de 2008, Maxwell realizó una película spin-off de Grim adventures of Billy & Mandy y de Evil con Carne titulado Underfist, que junta a personajes de ambas caricaturas, para una previa realización de una serie, de la cual ya no se pudo realizar porque el contrato con Cartoon Network había expirado en ese mismo año. 
Maxwell fue contratado por su amigo C.H. Greenblatt para ser guionista y diseñador de personajes para Chowder, siendo parte otra vez de Cartoon Network. En el año de 2010, fue contratado como productor ejecutivo y como guionista para la serie de Disney: Fish Hooks, de la cual la serie terminó en 2014.
En 2012, Atoms comenzó a desarrollar un nuevo show titulado Dead Meat, una serie web de humor negro que junta el gore, el espectáculo con marionetas y la actuación en vivo en julio de 2013  se inició con una exitosa campaña de Kickstarter en 15 de noviembre. En una entrevista a finales del mismo año 2013, Atoms declaró que la serie se publicaría en algún sitio de Internet una vez que esté terminada. A principios de 2014, Atoms declaró que espera obtener el lanzamiento de la serie aun requiere de presupuesto, por lo tanto sigue en desarrollo, aunque pública sus avances y progresos en las redes de YouTube y Facebook. Mientras que en 2016 fue contratado por Warner para trabajar en Bunnicula, donde se encargaría del guion, storyboard, productor y director, de la cual ha tenido un éxito rotundo, aunque el espectáculo terminó a mediados del año 2018 con la salida de Maxwell en 2017.
En marzo del año de 2020, Maxwell recibió una demanda por parte del Sindicato de Actores de Cine, debido a que en Dead Meat participan actores que están asociados en al SAG y que no están asociados, por lo tanto existe una ley que no permite que actores asociados y no asociados trabajen juntos, por lo que Dead Meat estará archivado hasta nuevo aviso y el dinero de la campaña de Kickstarter se rembolsará a los patrocinadores. A principios del mes de junio fue contratado por la Warner Brothers para trabajar en una nueva película titulada Happy Halloween, Scooby Doo! que se estrenará en Halloween del presente año 2020, en donde está encargando para la dirección, producción y guion.

## Filmografía
| Año                  | Serie                                                                            | Creador | Productor | Escritor | Diseñador de personajes |
| -------------------- | -------------------------------------------------------------------------------- | ------- | --------- | -------- | ----------------------- |
| 1995                 | Los nuevos cuentos de Félix el Gato                                              | No      | No        | No       | Sí                      |
| 1998 - 1999          | King of the Hill                                                                 | No      | No        | No       | Sí                      |
| 1998 - 1999          | Los Hermanos Caradura, la serie (cancelada)                                      | No      | No        | No       | Sí                      |
| 1998 - 1999          | La Vaca y el Pollito                                                             | No      | No        | Sí       | Sí                      |
| 1998 - 1999          | Soy la Comadreja                                                                 | No      | No        | Sí       | Sí                      |
| 2000                 | Poochini                                                                         | No      | No        | Sí       | No                      |
| 2001 - 2002          | Grim & Evil                                                                      | Sí      | Sí        | Sí       | Sí                      |
| 2002                 | Robot Jones                                                                      | No      | No        | Sí       | No                      |
| 2002 - 2004          | Teamo Supremo                                                                    | No      | No        | No       | Sí                      |
| 2003 - 2008          | Las Sombrías aventuras de Billy y Mandy                                          | Sí      | Sí        | Sí       | Sí                      |
| 2003 - 2004          | Malo con Carne                                                                   | Sí      | Sí        | Sí       | Sí                      |
| 2007                 | Las sombrías aventuras de Los chicos del barrio (colaboración con Tom Warburton) | Sí      | No        | Sí       | Sí                      |
| 2008 - 2009          | Chowder                                                                          | No      | No        | Sí       | Sí                      |
| 2010 - 2014          | Pecezuelos                                                                       | No      | Sí        | Sí       | Sí                      |
| 2016 - 2018          | Bunnicula                                                                        | No      | Sí        | Sí       | Sí                      |
| Sin fecha de estreno | Dead Meat                                                                        | Sí      | Sí        | Sí       | Sí                      |

## Trabajos para películas
| Año  | Película                                                        | Director | Productor | Escritor | Animador |
| ---- | --------------------------------------------------------------- | -------- | --------- | -------- | -------- |
| 2007 | Billy & Mandy's Big Boogey Adventure                            | Sí       | No        | Sí       | Sí       |
| 2007 | Billy & Mandy: Wrath of the Spider Queen                        | No       | Sí        | Sí       | Sí       |
| 2008 | Underfist                                                       | No       | Sí        | Sí       | Sí       |
| 2020 | Happy Halloween, Scooby-Doo!                                    | Sí       | Sí        | Sí       | No       |
| 2021 | Scooby-Doo! The Sword and the Scoob                             | Sí       | Sí        | Sí       | No       |
| 2022 | Teen Titans Go! & DC Super Hero Girls: Mayhem in the Multiverse | No       | No        | No       | Sí       |

## Trabajo como actor
| Año         | Serie                                | Papel                                |
| ----------- | ------------------------------------ | ------------------------------------ |
| 2003 - 2004 | Malo con Carne                       | Cod Commando                         |
| 2003 - 2008 | The Grim Adventures of Billy & Mandy | Jeff la araña / Pif                  |
| 2008 - 2009 | Chowder                              | Varios                               |
| 2010 - 2014 | Pecezuelos                           | Varios                               |
| 2019        | Hazbin Hotel (Piloto)                | Pickpocket / Miembro de la audiencia |
| 2020        | Helluva Boss                         | Ralphie                              |